# Nguyễn Tuấn Ngạn
Nguyễn Tuấn Ngạn (1554 - ?), người xã Đoàn Xá, huyện Sơn Minh, nay là thôn Đoàn Xá, xã Đồng Tiến, huyện Ứng Hòa thành phố Hà Nội. Năm 30 tuổi, ông đỗ Hội nguyên, thi Đình đỗ Đình nguyên, Đệ nhất giáp Tiến sĩ cập đệ Đệ tam danh (thám hoa) khoa thi Quý Mùi niên hiệu Diên Thành thứ 6 triều Mạc Mậu Hợp (1583). Sau ông về theo nhà Lê, làm quan tới chức Tham chính.